# Estación Dr. Lucas A. de Olmos
Dr. Lucas A. de Olmos es una estación ferroviaria ubicada en la localidad de Despeñaderos en el departamento Santa María, Provincia de Córdoba, Argentina.
Fue inaugurada en 1913 por el Ferrocarril Central Argentino.

## Servicios
La estación corresponde al Ferrocarril General Bartolomé Mitre de la red ferroviaria argentina. No presta servicios de pasajeros. Sus vías e instalaciones están concesionadas a la empresa de cargas Nuevo Central Argentino.